# Uffe Thrugotsen
Uffe Thrugotsen (død 15. eller 16. december 1252) var ærkebiskop i Lund Stift.
Thrugotsen var sandsynligvis kannik i Lund, da han i 1228 valgtes til ærkebiskop. Han var betydeligt mere nidkær omkring de kirkelige krav, og det på en mere myndig måde end forgængeren Anders Sunesen. Indenfor kort tid forsøgte han at gennemtvinge kravet om cølibat for præster, og støttedes deri af en pavelig legat, som kom til Danmark 1230. Præsterne i ærkestiftet gjorde kraftig modstand mod reglerne. Uffe Thrugotsen fik samtykke fra Pave Gregor 9. til at søge hjælp fra kongen, og det endte med at de skånske præster måtte indordne sig under kravet.
Valdemar Sejr lod Uffe Thrugotsen krone den valgte kong Erik. Det lykkedes ærkebiskoppen at få tilbageleveret den største del af Bornholm og andet gods, som Valdemar den Store havde taget fra ærkestiftet på ærkebiskop Eskils tid. Da Valdemar Sejr generobrede Estland i 1238, udnævnte han en biskop i Tallinn, hvilket Uffe Thrugotsen måtte finde sig i, men der var løbende en strid mellem kongen og ærkebispen om, hvem der skulle besætte kirkelige embeder.
Thrugotsen deltog i mødet i Vordingborg hvor Jydske Lov blev bekendtgjort.
I Erik Plovpennings tid som konge rådede løbende konflikter mellem kongen og kirken. Han medvirkede oven i købet i det oprør, skåningerne startede, da plovskatten blev indført i 1249.
Han kronede kong Abel 1250, men konflikten mellem konge og kirke fortsatte.
Uffe Thrugotsen gav store donationer til Lund domkirke og medvirkede til at oprette franciskanerkloster i Roskilde 1237 og i Lund 1238.
| Foregående: Peder Saxesen | Biskop i Lund 1228–1252 | Efterfølgende: Jakob Erlandsen |

## Eksterne kilder / henvisninger
- Dansk biografisk leksikon på Projekt Runeberg